# Asociación Ivoriana de Profesores de Español de Secundaria

La Asociación Ivoriana de Profesores de Español de Secundaria  (APES) (en francés: Ivoirienne Association espagnole des enseignants du secondaire), conocida también como la Asociación Marfileña de Profesores de Español de Secundaria, es una organización fundada en 1998 en Yamusukro, Costa de Marfil, cuyo objetivo principal es la formación profesional de profesores de español. Está encargada de enseñar la lengua española, sobre todo en unidades educativas como en colegios o escuelas y también en las universidades. Actualmente en Costa de Marfil, estudian español con un nivel secundario un total de 230 000 alumnos. De este modo, puede confirmarse que el 74 % de los estudiantes de secundaria en Costa de Marfil, eligen el español como segunda lengua extranjera. En lo referente al ámbito universitario, en Costa de Marfil existen un total de once universidades, seis de las cuales son públicas y cinco privadas. Además, el país cuenta con otros centros de estudios superiores. El español se oferta en un total de cuatro centros universitarios, además de los que ofrecen la posibilidad de cursar extensos programas de estudios hispánicos en la Universidad de Cocody (con un total de 1500 matrículas en Filología Hispánica y 3500 estudiantes que eligen español como lengua optativa en el primero y el segundo curso de otros programas). La Universidad de Bouaké (con 250 estudiantes inscritos en el Departamento de Español), la Escuela Normal Superior (ENS), con un total de 49 estudiantes de español, la Universidad de Vacaciones, depende de esta última y cuenta con un total de 80 estudiantes de español.